# Clase Radetzky
La clase Radetzky eran acorazados pre-Dreadnought, también catalogados como semi-Dreadnought, construidos para la Armada austrohúngara (K.u.K. Kriegsmarine), entre 1907 y 1910. El Generalingenieur Dr. Siegfried Popper fue el diseñador. Todas las naves fueron construidas por los astilleros Stabilimento Tecnico Triestino en Trieste. Los buques sobrevivieron a la Primera Guerra Mundial y fueron transferidos a Italia y desguazados bajo los términos del Tratado de Versalles y del Tratado de Saint-Germain-en-Laye.

## Buques
- SMS Erzherzog Franz Ferdinand (1908) - Transferido a Italia tras la guerra, desguazado en 1926
- SMS Radetzky (1909) - Transferido a Italia tras la guerra, desguazado en 1920-21
- SMS Zrinyi (1910) - Desde noviembre de 1919 a noviembre de 1920, fue el USS Zrinyi, transferido a Italia tras la guerra, desguazado en 1920-21